# Маунд-Стейшен (Іллінойс)
Маунд-Стейшен (англ. Mound Station) — селище (англ. village) в США, в окрузі Браун штату Іллінойс. Населення — 117 осіб (2020).

## Географія
Маунд-Стейшен розташований за координатами 40°0′24″ пн. ш. 90°52′25″ зх. д. / 40.00667° пн. ш. 90.87361° зх. д. (40.006596, -90.873729).  За даними Бюро перепису населення США в 2010 році селище мало площу 1,34 км², уся площа — суходіл.

## Демографія
Згідно з переписом 2010 року, у селищі мешкали 122 особи в 51 домогосподарстві у складі 34 родин. Густота населення становила 91 особа/км².  Було 63 помешкання (47/км²).
Расовий склад населення:
| - 100,0 % — білих |

До двох чи більше рас належало 0,0 %. Частка іспаномовних становила 0,8 % від усіх жителів.
За віковим діапазоном населення розподілялося таким чином: 19,7 % — особи молодші 18 років, 63,9 % — особи у віці 18—64 років, 16,4 % — особи у віці 65 років та старші. Медіана віку мешканця становила 39,0 року. На 100 осіб жіночої статі у селищі припадало 84,8 чоловіків;  на 100 жінок у віці від 18 років та старших — 92,2 чоловіків також старших 18 років.
Середній дохід на одне домашнє господарство  становив 64 655 доларів США (медіана — 67 813), а середній дохід на одну сім'ю — 70 204 долари (медіана — 70 750). За межею бідності перебувало 1,8 % осіб, у тому числі 0,0 % дітей у віці до 18 років та 11,8 % осіб у віці 65 років та старших.
Цивільне працевлаштоване населення становило 89 осіб. Основні галузі зайнятості: оптова торгівля — 30,3 %, освіта, охорона здоров'я та соціальна допомога — 16,9 %, мистецтво, розваги та відпочинок — 15,7 %.